# Jacob Birtwhistle
Jacob Birtwhistle (Launceston, 4 gennaio 1995) è un triatleta australiano.

## Palmarès
- Campionati mondiali di staffetta mista di triathlon

Amburgo 2017: argento nel triathlon misto;
Amburgo 2018: oro nel triathlon misto.
- Giochi del Commonwealth

Gold Coast 2018: oro nella staffetta mista e argento nell'individuale.